# General Tom Thumb
Charles Sherwood Stratton (4. siječnja 1838. – 15. srpnja 1883.), poznatiji kao General Tom Thumb bio je američki cirkuski izvođač koji je živio u 19. stoljeću. Slavu je stekao radeći za Phineasa Taylora Barnuma, poznatog američkog zabavljača, političara i poduzetnika.
Charles Stratton rođen je 4. siječnja 1838. u gradu Bridgeportu u američkoj saveznoj državi Connecticut. Iako su mu oba roditelja bila prosječne visine, ubrzo su shvatili kako njihovo dijete ne raste uobičajenim tempom. Do svoje pete godine narastao je svega 66 centimetara, dok je do kraja života narastao tek 102 centimetra i težio 30-ak kilograma. Zbog patuljastog rasta, već u dobi od pet godina uočio ga je lokalni poduzetnik P. T. Barnum koji se tih godina odlučio okušati u zabavljačkim vodama. Izvor zarade vidio je u ljudima poput Strattona - osobama nesvakidašnjih karakteristika koje bi služile kao izložbeni primjerci njegovog putujućeg cirkusa. Godine 1842. Barnum se nalazio u Connecticutu kada je čuo priče o Strattonu. Ubrzo je dogovorio sastanak s njegovim ocem. Barnum je bio svjestan kako Strattonova visina može biti vrlo isplativa jer su ljudi neobičnih proporcija tada privlačili publiku. U konačnici, sklopio je dogovor sa Strattonovim roditeljima koji su pristali da njihov 4-godišnji sin bude izlagan u New Yorku za iznos od tri dolara tjedno. Barnum je mladom Strattonu odlučio lažirati godine, tako da je naznačio da ovaj ima jedanaest godina. To je učinio kako bi ljudi znali da je Stratton uistinu patuljastog rasta, jer da su znali da je nešto mlađi mogli su izraziti sumnju u to misleći da je normalnog rasta za svoju dob.
Za potrebe predstave, Stratton je postao General Tom Thumb. Nazvan je po istoimenoj engleskoj narodnoj priči o dječaku koji nije bio veći od palca. Talentirani Stratton mogao je imitirati mnoge poznate ličnosti svog vremena, a to mu je u kombinaciji s malim rastom donijelo popularnost. Najpoznatija su bila njegova oponašanja Kupida, biblijskog Davida i Napoleona.
Nakon početnih uspjeha u SAD-u, P. T. Barnum odlučio se za korak dalje. Odlazak u Europu donio je i Barnumu i Strattonu svjetsku slavu, a vrhunac je predstavljao prijem kod engleske kraljice Viktorije koja je taj događaj na sljedeći način zabilježila u svom dnevniku: „Vidjela sam malog patuljka danas u Žutoj sobi, bio je iznimno pristojan, pun života i zabavan – divno je plesao i pjevao. Vicky i Bertie [Edward] bili su s nama, mama također, Lady Dunmore i njezino troje djece te Lady Lyttleton. Mali Tom Thumb ne dopire do Vickynog ramena”. 	
Stratton se u veljači 1863. vjenčao s Lavinijom Warren visokom tek 81 centimetara. Vijest o njihovom vjenčanju bila je vrlo popularna u onovremenom tisku te se usred Američkog građanskog rata našla na naslovnicama novina poput The New York Timesa. Uz to, novopečeni mladenci pozvani su na prijem kod predsjednika Lincolna u Bijelu kuću. 
U ljeto 1883. godine, Stratton je iznenada umro od posljedica srčanog udara u svojoj 45. godini. Njegovu su smrt popratile brojne novine, dok je tisuće ljudi došlo na njegov posljednji ispraćaj. Iako njihov odnos nije bio idealan, Charles Stratton i P. T. Barnum ostali su prijatelji do kraja života. Barnumov muzej još uvijek čuva predmete Generala Toma Thumba kao što su minijaturna kočija za jahanje, par čizama te njegov posebno šivani Napoleonov kostim.